# Тодд Ларкхем
Тодд Ларкхем (англ. Todd Larkham; нар. 13 жовтня 1974) — колишній австралійський тенісист.
Найвищу одиночну позицію світового рейтингу — 136 місце досяг 8 вересня 2003, парну — 168 місце — 14 грудня 1998 року.
Найвищим досягненням на турнірах Великого шолома було 2 коло в одиночному та парному розрядах.

## Титули на челленджерах

### Одиночний розряд: (1)
| Ранг | Рік  | Турнір                  | Покриття | Суперник у фіналі | Рахунок у фіналі   |
| ---- | ---- | ----------------------- | -------- | ----------------- | ------------------ |
| 1.   | 2003 | Схевенінген, Нідерланди | Ґрунт    | Дієґо Веронельї   | 7–6(7–4), 4–6, 6–4 |

### Парний розряд: (2)
| Ранг | Рік  | Турнір            | Покриття | Партнер        | Суперники у фіналі                | Рахунок у фіналі |
| ---- | ---- | ----------------- | -------- | -------------- | --------------------------------- | ---------------- |
| 1.   | 1998 | Ольбія, Італія    | Тверде   | Кріс Вілкінсон | Сімада Томас Філіппо Вейльйо      | 3–6, 6–3, 7–6    |
| 2.   | 2002 | Гренобль, Франція | Тверде   | Майкл Теббутт  | Массімо Бертоліні Крістіан Бранді | 4–6, 6–3, 6–4    |